# Ngựa Yukon
Equus lambei (tên gọi thông thường bao gồm Ngựa Yukon và Ngựa hoang Yukon) là một loài tuyệt chủng của chi Equus. Equus lambei dao động trên toàn Bắc Mỹ cho đến khoảng 10.000 năm trước đây. Nó có thể là giống như loài ngựa Tarpan đã tuyệt chủng hay ngựa Przewalski con sinh tồn.